# Kavell Bigby-Williams
Kavell Chevano Bigby-Williams (Londra, 7 ottobre 1995) è un cestista britannico.